# Jean Djorkaeff
Jean Djorkaeff (Charvieu, 27 oktober 1939) is een voormalig Frans voetballer van Russische (Kalmukkië) afkomst. Als verdediger speelde hij voor Olympique Lyonnais, Olympique de Marseille, Paris SG en Paris FC. Ook kwam hij uit voor het Frans voetbalelftal.

## Carrière

### Loopbaan als speler
| Seizoen   | Club                   | Wedstrijden | Doelpunten | Competitie |
| --------- | ---------------------- | ----------- | ---------- | ---------- |
| 1958-1966 | Olympique Lyonnais     | 155         | 18         | Division 1 |
| 1966-1970 | Olympique de Marseille | 139         | 12         | Division 1 |
| 1970-1972 | Paris Saint-Germain    | 38          | 2          | Division 1 |
| 1972-1974 | Paris FC               | 64          | 5          | Division 1 |

- Frankrijk: 48 interlands, 3 doelpunten.

### Loopbaan als trainer
| Periode   | Club             | Land      | Competitie | Functie    |
| --------- | ---------------- | --------- | ---------- | ---------- |
| 1981-1984 | Armenië          | Armenië   | FIFA/UEFA  | Bondscoach |
| 1981-1983 | FC Grenoble      | Frankrijk | Division 2 | Trainer    |
| 1983-1984 | AS Saint-Étienne | Frankrijk | Division 1 | Trainer    |

## Privéleven
Hij staat ook bekend als de vader van Youri Djorkaeff.

## Erelijst
- Tweede plaats Frankrijk Division 1: 1970 (Olympique de Marseille).
- Landskampioen Frankrijk Division 2: 1971 (PSG).
- Winnaar Franse Beker: 1964 (Olympique Lyonnais) en 1969 (Ol. Marseille).